# Близнюки-дракони
Близнюки-Дракони — Гонконгський фільм за участю Джекі Чана, що вийшов на екрани в 1992 році.

## Сюжет
Напередодні Різдва щаслива сім'я Ма святкує в одній з лікарень Гонконгу народження близнюків. У цю ж лікарню випадково привозять пораненого злочинця. Злочинець намагається втекти, захопивши одного з немовлят в заручники. Його хапають, але новонароджений пропадає. Вважаючи його загиблим, нещасні батьки виїжджають до Америки разом з уцілілою дитиною.
Зниклого знаходить повія і бере на виховання. Він росте на вулиці, отримавши прізвисько Міцний Горішок (у американській версії, яка вийшла в 1999 році, його звуть Бумер), працює в автомайстерні і знаходить вірного друга, добродушного карлика Тарзана (у американській версії Тайсон). Одного разу Тайсон закохується в співачку Барбару (Мегі Чеунг).
Друзі приходять в ресторан, що б подивитися її виступ, і випадково встряють у грандіозну бійку з головорізами місцевого боса мафії Вінга (Альфред Чеунг). Зрозумівши, що тепер їм загрожують серйозні неприємності, друзі намагаються втекти.
В цей же час, в Гонконг повертається з Америки другий близнюк Ма Яу (у американській версії Джон Ма), який став знаменитим диригентом. Він як дві краплі води схожий на свого брата, про існування якого навіть не підозрює. Крім того, вони вступають в телепатичний зв'язок один з одним. Щоб не робив один, це неодмінно відбивається на іншому. Друзі батьків намагаються видати за Ма свою дочку — медсестру Таммі (Чи Ніна). Ма зовсім не збирається одружуватися, але і кривдити дівчину не хоче.
Близнюків постійно плутають. Дівчата, мафія, друзі постійно приймають одного за іншого. Ма доводитися брати участь в гангстерській афері, а Міцному Горішку виступати на концерті. Врешті-решт, разом вони вступають у вирішальний бій з мафією, і після грандіозної бійки в автомобільній фірмі, перемагають. У фіналі обидва брати-близнюки тікають з весілля, причому кожен зі свого.

## У ролях
- Джекі Чан — музикант Джон Ма/Бумер
- Меггі Чун — Барбара
- Тедді Робін — Тайсон, дружок Бумера
- Ніна Лі Чі — Теммі
- Чо Юнь — батько Теммі

## Відмінності версій
- У фільмі 2 версії: оригінальна від Golden Harvest і американська від Dimension Films. В оригіналі більш динамічна музика, в парі сцен інша нарізка кадрів, є романтична і комедійна сцени, вирізані в американській версії. Також у версії від Dimension Films змінені імена персонажів — Джон Ма і Бумер (в оригіналі — Я Ма і Міцний горішок) і Тайсон (Тарзан в гонконгської версії).
- В кінці цього фільму немає «невдалих дублів», на відміну від більшості фільмів з Джекі Чаном.
- Це останній фільм, в якому знялася Ніна Лі Чі, яка покинула акторську кар'єру в 1992-му році.